# Izrael Arko
Izrael Arko – polski aktor żydowskiego pochodzenia, który zasłynął głównie z ról w żydowskich filmach i sztukach teatralnych w języku jidysz.

## Filmografia
- 1912: Got fund nekome
- 1912: Sierota Chasia
- 1913: Bigamistka
- 1913: Potępiona. Dramat z życia żydowskiego w trzech częściach